# Hurieni

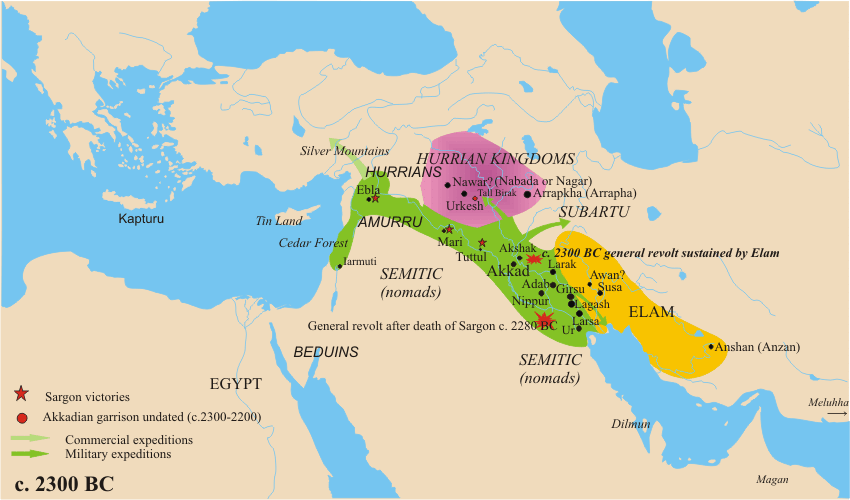
Hartă cu răspândirea Hurienilor în epoca bronzului (în purpuriu)

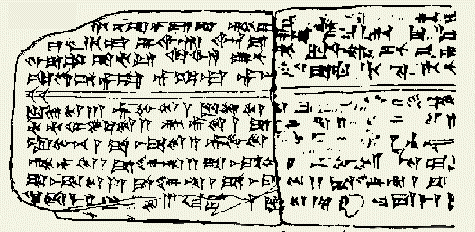
Un desen cu partea unei tăbliţe pe care se află inscripţionat Imnul Nikkal

Hurienii (cuneiforme Ḫu-ur-ri) au fost un popor din Orientul Apropiat antic care a trăit în epoca bronzului în Mesopotamia de Nord și în regiunile adiacente. Națiunea Hurriană cea mai mare și cea mai influentă a fost regatul Mitanni. Populația din Imperiul Hitit din Anatolia era alcătuită în mare parte din Hurienii și aceștia au exercitat o influență semnificativă asupra mitologiei hitite. În Epoca Fierului timpurie, Hurienii au fost asimilați de alte popoare, cu excepția, probabil, a regatului Urartu. Potrivit lui I. M. Diakonoff și S. Starostin, Hurienii și limbile Urarteene sunt precursoarele limbilor caucaziene de nord-est.